# 마빈 해리스
마빈 해리스(Marvin Harris, 1927년 8월 18일 ~ 2001년 10월 25일)는 미국의 인류학자이다. 그는 뉴욕주 뉴욕시 브룩클린에서 태어났다. 저작이 많은 작가로서 문화 유물주의의 발전에 큰 영향을 주었다. 그는 카를 마르크스가 생산력을 강조한 사회문화적 체계와 인구학적 요소들의 영향을 주시한 토머스 맬서스의 관점을 결합하였다.  사회(공공)기반시설로서 인구학적 요소들과 생산요소들을 한 집단의 사회구조와 문화를 밝히는 것의 실마리로 상정하였다. 1968년 《인류학의 발흥》을 발표한 후 잠시 쉬는 동안 문화생태학적 관계 대한 인류학자들의 관심을 집중시키는데 기여하였다. 그의 많은 저작들은 일반 독자들로부터 많은 발행부수를 얻어냈다.  그는 그의 직업을 통한 삶의 과정에서 헌신적인 지지자들과 더불어 많은 비판들을 모두 이끌어냈다. 현장, 시상식, 주점 등 곳곳에서 치열하고 열정적으로 질문을 하며 학자들을 주도적으로 이끌었고, 미국인류학회의 연례회의에서 그는 고정적으로 참석하는 그곳의 터줏대감이었다. 그는 인류의 기원과 그 문화들을 설명하는 전지구적인 과정에 관심을 가진 박학다식한 사람으로 여겨졌다. 그의 마지막 저서인 《포스트모던 시대의 문화이론들》에서 포스트모던 이론의 정치적 귀결은 유해하다고 논하였고, 이와 유사한 비평론은 후에 철학자 리처드 월린과 이외 여러 사람들에 의하여 발전하였다. 역사적 특수주의의 창설자이다.

## 어린 시절
대공황 직전에 태어난 해리스는 브룩클린에서 가난한 어린시절을 보냈다. 제2차 세계대전이 끝날 무렵 미국 육군에 입대하였고, 전쟁 이후 미국 인류학자들의 새로운 세대로서 컬럼비아 대학교에 입학할 때 G.I. 빌로부터 경제적인 도움을 받았다. 경마장에서 시간을 보내기 좋아하면서도 열성적인 독서가이기도 하였는데, 때문에 아내 매들린과 자신의 대학원 기간 동안에 도움이 되기에 충분할 정도로 성공적인 복잡한 수학적 베팅체계를 개발하기도 하였다. 
초기 연구는 멘토였던 찰스 워글리와 함께였고, 학위논문연구는 인류학에서 보아스의 기술적 전통을 계속하였던 평범한 마을에 대한 연구였다. 그 전통은 후에 스스로 맹렬하게 비판하기도 하였다.  졸업 후, 컬럼비아 대학교로부터 조교수직을 받았고, 1957년 모잠비크에서 야외연구를 하던 중 이론적 방향과 정치적인 성향을 전환시킨 엄청난 변화과정을 겪었다.

## 이론적 기여들
해리스의 초기 작업은 프란츠 보아스 전통에서 인류학적 분야를 서술하기 시작하였지만 1950년대 후반에 모잠비크에서의 현장 경험이 문화의 이념적 특징에서 행동적 관점으로 그의 강조점을 변동시켰다. 그의 1969년에 쓴 인류학 사상사인 "인류학 이론의 시작"은 해리스가 문화 유물주의이라고 부르는 인간 문화에 대한 생생한 이해를 구축하려는 의도를 가지고 수 백년 동안의 사회적 사고를 비판적으로 조사했다. 이 책은 고전적 이론과 현대의 거시사회 이론을 종합 한 것이다.

## 저서
- Cows, Pigs, Wars and Witches: The Riddles of Culture. 1975. 박종렬 역. 《문화의 수수께끼》. 한길사, 2000. ISBN 978-89-356-0016-8.
- Cannibals and Kings: The Origins of Cultures. 1977. 《식인과 제왕》. 한길사, 2000. ISBN 978-89-356-1058-7.
- Why Nothing Works: The Anthropology of Daily Life. 1981. 원재길 역. 《아무 것도 되는 게 없어》. 황금가지, 1997. ISBN 978-89-8273-001-6.
- Our Kind: who we are, where we came from, where we are going. 1990. 김찬호 역. 《작은 인간》. 민음사, 1995. ISBN 978-89-374-2214-0 .
- The Sacred Cow and the Abominable Pig. 1985. 《음식 문화의 수수께끼》. 한길사, 1992. ISBN 978-89-356-0022-9.

## 같이 보기
- 역사적 특수주의
- 인류학